# Raphaël Rouquier
Raphaël Alexis Marcel Rouquier (Étampes, 9 de dezembro de 1969) é um matemático francês, professor de matemática da Universidade da Califórnia em Los Angeles (UCLA).

## Formação
Rouquier nasceu em Étampes, França.
Rouquier estudou na Escola Normal Superior de Paris de 1988 a 1989 e de 1989 a 1990 para um Diplôme d’études approfondies (DEA) em matemática sob a orientação de Michel Broué, onde continuou a estudar para um doutorado. Rouquier passou o segundo ano de seus estudos de doutorado na Universidade de Cambridge, supervisionado por John Griggs Thompson.

## Carreira
Foi contratado pelo Centre national de la recherche scientifique (CNRS) em 1992, onde obteve um doutorado (1992) e a habilitação (1998–1999). Foi nomeado diretor de pesquisa do CNRS em 2003. De 2005 a 2006 foi Professor de Teoria da Representação no Departamento de Matemática Pura da Universidade de Leeds antes de se mudar para a Universidade de Oxford como Waynflete Professor of Pure Mathematics. Em 2012 foi para a UCLA.

## Prêmios e honrarias
Recebeu o Prêmio Whitehead de 2006 e o Prêmio Adams de 2009 por contribuições para a teoria de representação. Recebeu o Prêmio Élie Cartan de 2009. Em 2012 tornou-se fellow da American Mathematical Society.
Apresentou a Peccot Lectures no Collège de France em 2000. Foi palestrante convidado do Congresso Internacional de Matemáticos em Madrid (2006: Derived equivalences and finite dimensional algebras).